# Olga (pel·lícula de 2004)
Olga és una pel·lícula brasilera de 2004 dirigida per Jayme Monjardim. Va ser la presentació del Brasil als Premis Oscar de 2004 per l'Oscar a la millor pel·lícula de parla no anglesa, però no va ser acceptada com a nominada.
La pel·lícula va ser produïda per Nexus Cinema juntament amb Globo Filmes i Lumiere. Olga va ser vista per més de tres milions d'espectadors i va guanyar més de 20 premis al Brasil i internacionalment. És una de les diverses pel·lícules brasileres que tracta temes jueus.

## Argument
Olga és la crònica de la vida i els temps de la jueva alemanya Olga Benario Prestes (1908-1942). Activista comunista des de la seva joventut, l'Olga és perseguida per la policia i fuig a Moscou, on rep un entrenament militar. Se l'encarrega d'escortar Luis Carlos Prestes al Brasil per liderar l'aixecament comunista de 1935, enamorant-se d'ell durant els preparatius.
Amb el fracàs de la Revolució, Olga és detinguda al costat de Prestes. L'Olga, embarassada de set mesos, és deportada pel govern del president Getúlio Vargas a l'Alemanya nazi, on dona a llum la seva filla Anita Leocádia mentre està empresonada. Separada de la seva filla, Olga és enviada al camp de concentració de Ravensbrück, on és executada a la cambra de gas.

## Repartiment
- Camila Morgado.... Olga Benário Prestes
- Renata Jesion .... Elise Ewert Sabo
- Caco Ciocler.... Luís Carlos Prestes
- Osmar Prado .... Getúlio Vargas
- Floriano Peixoto... Filinto Müller
- Fernanda Montenegro.... Dona Leocádia Prestes
- Luís Melo.... Léo Benário
- Anderson Müller .... Paul Gruber
- Murilo Rosa.... Estevan
- Werner Schünemann.... Arthur Ewert
- Guilherme Weber.... Otto Braun
- Mariana Lima.... Lígia Prestes
- Eliane Giardini.... Eugénie Benário
- Jandira Martini.... Sarah
- Milena Toscano.... Hannah
- Klaus Couto .... Adolf Hitler
- Odilon Wagner .... Capitão do navio
- Eliana Guttman .... Enfermeira-Chefe
- Ranieri Gonzalez .... Miranda
- Raul Serrador .... Rodolfo Ghioldi
- Bruno Dayrrel .... Victor Barron
- Gilles Gwizdek .... Leon Julles Valee
- Hélio Ribeiro .... Padre Leopoldo
- Edgard Amorim .... Agildo Barata
- Zé Carlos Machado .... Ministre de Guerra
- José Dumont.... Manuel
- Pascoal da Conceição .... Dimitri Manuilski
- Sabrina Greve .... Elza Colônio
- Maria Clara Fernandes .... Carmem
- Leona Cavalli.... Maria
- Eduardo Semerjian .... Galvão
- Thelmo Fernandes .... Bangu
- Tadeu di Pietro .... Juiz
- Ricardo Rathsam .... Jovem Alemão
- Isabela Coimbra .... Olga Benário de nena

## Premis
- Gran Premi Cinema Brasil 2005: Millor direcció artística (Tiza Oliveira), Millor vestuari (Paulo Lóes) i Millor maquillatge (Marlene Moura).
- Festival Internacional del Nou Cinema Llatinoamericà de l'Havana 2005: Premi del Públic.
- Premi ABC de Cinematografia 2005: Millor direcció artística (Tiza Oliveira) i Millor fotografia (Ricardo Della Rosa).
- Atlanta Jewish Film Festival 2007: Premi del Públic, Millor pel·lícula narrativa.
- Festival de cinema de Washington 2005: Millor pel·lícula.
- Festival Internacional de Cinema de Viña del Mar 2005: Millor pel·lícula, millor direcció (Jayme Monjardim) i millor actriu (Camila Morgado).

## Recepció
Va ser un gran èxit de taquilla; 385.000 persones la van veure el cap de setmana d'estrena només a Brasil. L'obra també va rebre tres premis al Grande Premio de Cinema Brasileiro de 2005, però va tenir una acollida negativa per part de la premsa alemanya.